# Safari (webbläsare)

Marknadsandelar för webbläsare på Wikimedia-servrar 2012–09

Safari är en webbläsare utvecklad av Apple för Mac OS X och iOS och tidigare även för Windows. Programmet är baserat på Webkit och utvecklades som en reaktion på bristande funktionalitet i Mac-versionen av Internet Explorer. Enligt uppgifter från 2022 var Safari  världens snabbaste webbläsare med en Javascriptmotor.

## Historia
Den första publika betaversionen släpptes 7 januari 2003 och sedan oktober samma år är Safari standardwebbläsare i Mac OS X. Den 11 juni 2007 släpptes version 3 och då även för Windows. Därefter släpptes webbläsaren parallellt till båda dessa operativsystem, fram till och med version 5.1.7 som kom att bli den sista för Windows. I samband med att version 6 släpptes 25 juli 2012 upphörde stödet för Windows, och Safari finns sedan dess endast tillgänglig för Mac OS X och iOS.
Safari används även som operativsystem i  mobiltelefonen iPhone, mediaspelarem iPod Touch och i surfplattan iPad med IOS.

## Marknadsandel
Safari hade i april 2011 en marknadsandel på 6,61 procent. Detta gjorde Safari till den fjärde  mest populära efter Internet Explorer, Mozilla Firefox och Google Chrome.

## Versionshistorik
| Safari-version  | Webkit-version | Mac OS X-version         | Releasedatum      | Funktioner |
| --------------- | -------------- | ------------------------ | ----------------- | --- |
| 0.8             | 48             | 10.2                     | januari 2003      | Public Beta 1. |
| 0.9             | 73             | 10.2                     | april 2003        | Public Beta 2. Flikar, formulär, återställningsfunktion, möjlighet att importera bokmärken från Netscape och Mozilla. |
| 1.0             | 85             | 10.2                     | juni 2003         | Första skarpa versionen. Standardläsare i Mac OS X, svenskt språkstöd. |
| 1.1             | 100            | 10.3                     | oktober 2003      | Snabbare på att rita upp sidor. Bättre stöd för webbstandarder och CSS. |
| 1.2             | 125            | 10.3                     | februari 2004     | Stöd för personliga certifikat. Möjlighet att återuppta filnerladdningar. Möjlighet att surfa enbart med hjälp av tangentbordet. |
| 1.3             | 312            | 10.3                     | april 2005        | Kompatibilitetsfixar. |
| 2.0             | 412            | 10.4                     | april 2005        | Stöd för RSS och inbyggd läsare för PDF. Möjlighet att spara webbsidor som webbarkiv. Föräldrakontroll. |
| 2.0.1           | 412.7          | 10.4.2                   | augusti 2005      | Kompatibilitetsfixar. |
| 2.0.2           | 416.11         | 10.4.3                   | oktober 2005      | Första versionen som klarar det så kallade Acid2-testet, som undersöker hur väl en webbläsare följer följande delar av CSS 2.0-specifikationen. |
| 2.0.3           | 417.9          | 10.4.4                   | januari 2006      | Första versionen som är Universal Binary och därmed även anpassad för Macar med processor från Intel. |
| 2.0.4           | 418.8          | 10.4.7                   | juni 2006         | Kompatibilitetsfixar. |
| 3.0 Beta        | 522.11         | 10.4.9                   | juni, 2007        | Session Saver, ångra stängning av fönster, flytta flikar inom och mellan fönster med mera. Även en Windows-version utgiven. |
| 3.1             | 525.13         | 10.4.x + 10.5.x          | mars 2008         | Prestandaförbättringar. |
| 3.2.1           | 525.27         | 10.4.11 + 10.5.5         | 24 november 2008  | Stabilitetsförbättringar. |
| 4.0 Public Beta | 528.16         | 10.4.11 + 10.5.6         | 24 februari 2009  | Flikarna upp i titelraden, klarar 100/100 på Acid3-testet, Nitro JavaScript, vilket är en ny och snabbare motor för Javascript. |
| 4.0             | 530.17         | 10.4.11 + 10.5.7         | 8 juni 2009       | Som i version 4.0 Public Beta, dock har flikarna flyttats tillbaka ned till den tidigare positionen, under adressfältet. Dessutom fullt stöd för HTML5 och CSS 3. Funktionerna Top Sites och Cover Flow för enklare navigering, samt en särskild meny som ger tillgång till verktyg för webbutvecklare. Windows-versionerna har givits ett användargränssnitt som mer följer de båda operativsystemens; tidigare har Safaris gränssnitt även i Windows-versionerna följt den standard som används i Mac OS X. |
| 5.0             | N/A            | 10.5.8 + 10.6.1          | 2010              | Stabilitetsförbättringar. Även förbättring på PDF- läsaren. Prestandaförbättringar, särskilt vad gäller Javascript. |
| 5.1.7           | N/A            | 10.6.8                   | 9 maj 2010        | Sista versionen för Windows. |
| 6.0             | N/A            | 10.8                     | 25 juli 2012      | Inbyggt i operativsystemet och därför inte längre tillgänglig som en separat nedladdning från Apple. Stödet för Windows och tidigare versioner av Mac OS X upphör. |
| 6.1             |                | 10.8 Lion, Mountain Lion | 22 oktober 2013   | |
| 7.0             | N/A            | 10.9 Mavericks           | 22 oktober 2013   | Bättre stöd för Javascript och energisparfunktioner. Funktion som ger användaren möjlighet att stänga av Adobe Flash på enskilda webbplatser, vilket ger bättre prestanda och ökad datasäkerhet. |
| 7.0.1           | N/A            | 10.9                     | 16 december 2013  | Förbättrar funktioner, kompatibilitet och säkerhet när användaren fyller i kreditkortsinformation och formulär på webbplatser. Förbättrar VoiceOver-kompatibilitet med Facebook. |
| 7.01            |                | 10.9.1                   |                   | Förbättrat stöd för Gmail i OS X Mail och korrigeringar för användare med anpassade Gmail-inställningar. Förbättrar tillförlitligheten för smarta brevlådor och sökning i Mail. Åtgärdar 6 problem: • förhindrade att kontaktgrupper fungerade korrekt i Mail • förhindrade att VoiceOver läste upp meningar som innehåller emoji • gjorde att iLife- och iWork-program inte uppdaterades på system som använder andra språk än engelska • kan göra att flera frågor kan låsa upp nyckelringen Lokala objekt • kan göra att japanska tangentbord behåller ett tidigare använt språk • kunde göra att Safari slutade svara när formulär på fedex.com, stubhub.com och andra webbplatser fylldes i Förbättrar kompatibiliteten för betalkortsautofyll med webbplatser. Förbättrar VoiceOvers kompatibilitet med facebook.com. Uppdaterar Delade länkar med jämna mellanrum när de är öppna i sidofältet i Safari. |
| 8.0             |                | Yosemite                 | 2014              | |
| 9.0             |                |                          | 2015              | |
| 9.1             |                | 10.11.4 El Capitan       | 23 april 2016     | |
| 10.0            |                |                          | 20 september 2016 | |
| 11.0            |                |                          | 19 september 2017 | |
| 12.0            |                |                          | september 2018    | |
| 13.0            |                | Catalina                 | 3 juni 2019       | |
| 14.0            |                | Big Sur                  | juni 2020         | |